# 여류십단전
원익배 여류십단전(圓益杯 女流十段戰)은 경향신문, (주)바둑TV가 주최, 주관하고 원익그룹이 후원하는 대한민국의 프로 바둑 기전이다. 

## 상금
- 우승 상금 1000만원.

## 대회 규정
- 모든 대국은 토너먼트로 진행되며 제한시간은 각자 10분, 초읽기 40초 3회, 덤은 6.5집이다.
- 결승 진출자에겐 원익배 십단전 본선시드가 주어진다.

## 역대 우승자
| 회수 | 연도 | 우승       | 전적 | 준우승     |
| ---- | ---- | ---------- | ---- | ---------- |
| 1    | 2012 | 조혜연 9단 | 1:0  | 김혜민 6단 |